# John Maneniaru

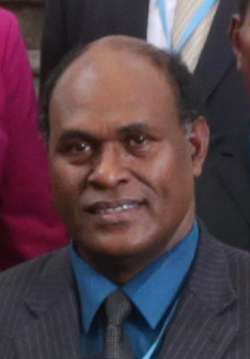
John Maneniaru anlässlich einer Delegation in Taipei, Taiwan, 26. September 2017.

John Maneniaru (geb. 20. Juni 1965) ist ein Politiker in den Salomonen. Er diente als Minister for Fisheries and Marine Resources (Fischereiminister) und sehr kurz als Minister for Finance and Treasury. Unter Premierminister Manasseh Sogavare diente er sogar als Stellvertretender Premierminister, bis er am 30. September 2019 abgesetzt wurde, nachdem er sich bei der Abstimmung enthalten hatte, in welcher die Anerkennung der Republik China (Taiwan) zu Gunsten der Volksrepublik China aufgegeben wurde.
2022 war Maneniaru Vorsitzender des Parliamentary Committee on Bills and Legislation und beauftragt mit Ergänzungen zur Verfassung.